# Kobieta, która odeszła
Kobieta, która odeszła (fil. Ang babaeng humayo) – filipiński dramat filmowy z 2016 roku w reżyserii Lava Diaza, nakręcony na taśmie czarno-białej w konwencji tzw. slow cinema i trwający blisko cztery godziny.
Swoją światową premierę obraz miał w sekcji konkursowej na 73. MFF w Wenecji, gdzie zdobył główną nagrodę Złotego Lwa jako pierwszy w historii tej imprezy film filipiński.

## Fabuła
Horacia spędziła ostatnie 30 lat w więzieniu. Jako dawna nauczycielka ze szkoły podstawowej, prowadziła za kratami ciche i spokojne życie, ucząc inne więźniarki czytania i pisania. Gdy do popełnienia zbrodni, za którą trafiła do więzienia, przyznaje się po tylu latach prawdziwy winowajca, Horacia wychodzi na wolność. Kobieta próbuje odszukać swoją rodzinę, z którą straciła kontakt. Szuka także zemsty za doznane krzywdy.

## Obsada
- Charo Santos-Concio – Horacia Somorostro / Renata
- John Lloyd Cruz – Hollanda
- Nonie Buencamino – Magbabalot
- Shamaine Buencamino – Petra
- Michael de Mesa – Rodrigo Trinidad
- Kakai Bautista – Dading
- Marjorie Lorico – Minerva
- Mayen Estanero – Nena
- Lao Rodriguez – ojciec
- Jean Judith Javier – Mameng
- Mae Paner – strażniczka
- Jo-Ann Requiestas – Taba
- Daniel Palisa – Harry[3]

## Produkcja
Większość zdjęć kręcono na filipińskiej wyspie Mindoro.